# Wioślarstwo na Letnich Igrzyskach Olimpijskich 1924 – czwórka bez sternika mężczyzn

## Wyniki

### Półfinały
Półfinał 1
| Miejsce | Osada                                                       | Czas   | Kwal. |
| ------- | ----------------------------------------------------------- | ------ | ----- |
| 1       | Charles Eley James MacNabb Robert Morrison Terence Sanders  | 6:43,0 | Q     |
| 2       | Théodore Cremnitz Jean Camuset Albert Bonzano Henri Bonzano |        | Q     |

Półfinał 2
| Miejsce | Osada                                                      | Czas   | Kwal. |
| ------- | ---------------------------------------------------------- | ------ | ----- |
| 1       | Archibald Black George MacKay Colin Finlayson William Wood | 6:31,0 | Q     |
| 2       | Émile Albrecht Alfred Probst Eugen Sigg Hans Walter        |        | Q     |

### Finał
| Miejsce | Osada                                                       | Czas   |
| ------- | ----------------------------------------------------------- | ------ |
| 1       | Charles Eley James MacNabb Robert Morrison Terence Sanders  | 7:08,6 |
| 2       | Archibald Black George MacKay Colin Finlayson William Wood  | 7:18,0 |
| 3       | Émile Albrecht Alfred Probst Eugen Sigg Hans Walter         |        |
| 4       | Théodore Cremnitz Jean Camuset Albert Bonzano Henri Bonzano |        |